# Nukutavake (comune)
Nukutavake è un comune della Polinesia francese di 334 abitanti nelle Isole Tuamotu, il comune comprende i seguenti atolli:
- Nukutavake (139 ab. nel 2002)
- Vahitahi (103 ab. nel 2002)
- Vairaatea (36 ab. nel 2002)
- Pinaki
- Akiaki